# Hagsätra (Stockholms tunnelbana)
Hagsätra ist eine oberirdische Station der Stockholmer U-Bahn. Sie befindet sich im gleichnamigen Stadtteil Hagsätra. Die Station wird von der Gröna linjen des Stockholmer U-Bahn-Systems bedient. Sie ist Endhaltestelle der Linie T19 der Gröna linjen. Die Station gehört zu den eher mäßig frequentierten Station des U-Bahn-Netzes. An einem normalen Winterwerktag steigen hier 4.850 Pendler zu.
Die Station wurde am 1. Dezember 1960 eröffnet, als der Abschnitt der Gröna linjen zwischen Rågsved und Hagsätra in Betrieb genommen wurde. Die Bahnsteige befinden sich oberirdisch. Bis zum Stockholmer Hauptbahnhof sind es etwa elf Kilometer.

## Reisezeit
| Linie | bis Station     | Reisezeit | bis Station                    | Reisezeit            |
| T19   | Hässelby strand | 55 min    | Slussen Gamla stan T-Centralen | 20 min 22 min 24 min |

## Zukunft
Es ist beschlossen, die blaue Linie von Kungsträdgården nach Södermalm und dann in zwei Ästen nach Nacka und zum Gullmarsplan zu verlängern. Der zweite Ast soll dann ab der Haltestelle Sockenplan die Strecke nach Hagsätra übernehmen. Die Station Hagsätra gehört dann nicht länger zur grünen Linie.
Seit Beginn der Planungen für die Station Hagsätra war angedacht, die Linie bis nach Älvsjö zu verlängern.